# Vrtište
Vrtište (en serbe cyrillique : Вртиште) est une localité de Serbie située dans la municipalité de Crveni krst et sur le territoire de la ville de Niš, district de Nišava. Au recensement de 2011, elle comptait 1 116 habitants.
Vrtište est officiellement classé parmi les villages de Serbie.

## Démographie

### Évolution historique de la population
| 1948 | 1953 | 1961 | 1971 | 1981 | 1991  | 2002  | 2011  |
| ---- | ---- | ---- | ---- | ---- | ----- | ----- | ----- |
| 811  | 904  | 992  | 987  | 996  | 1 064 | 1 052 | 1 116 |

|  |